# The Thing (2011)
The Thing är en amerikansk-kanadensisk science fiction-skräckfilm från 2011, som är en prequel på den John Carpenter-regisserade filmen med samma namn från 1982, som i sin tur bygger på John W. Campbells kortroman Who Goes There? från 1938. Filmen är regisserad av Matthijs van Heijningen Jr., med manus av Eric Heisserer. Filmens roller spelas av bland andra Mary Elizabeth Winstead, Joel Edgerton, Ulrich Thomsen, Adewale Akinnuoye-Agbaje, och Eric Christian Olsen.
The Thing premiärvisades i USA den 10 oktober 2011, för att sedan släppas för officiell biopremiär i landet fyra dagar senare (den 14 oktober). Den drog in en totalsumma på 31,5 miljoner dollar, mot en tidigare satt budget på 38 miljoner dollar. Den fick blandade recensioner från kritiker.
Filmen släpptes på DVD i Sverige den 4 april 2012. Inspelningarna pågick på Pinewood Toronto Studios i Port Lands mellan den 22 mars och 28 juni 2010.

## Handling
Filmen utspelar sig under vintern 1982, då det norska forskarteamet Thule hittar en utomjordisk rymdfarkost, tillsammans med en utomjordisk kropp, begravda i isen på Antarktis. Den amerikanska paleontologen Kate Lloyd rekryteras till forskarteamet för att undersöka saken. När den utomjordiska kroppen blir uppgrävd samt återförd till Thules forskarläger, tar den sig ut från sitt smältande isblock och börjar att både attackera och infektera flera av teammedlemmarna. Den tidigare spänningen övergår snabbt till en överlevnadskamp, då själva varelsens skräck sprids som en stor epidemi. Det farliga med denna varelse är att den kan byta skepnad till i stort sett vad som helst, till och med till en helt vanlig människa.

## Rollista
| Mary Elizabeth Winstead  | – Kate Lloyd           |
| Joel Edgerton            | – Sam Carter           |
| Ulrich Thomsen           | – Dr. Sander Halvorson |
| Eric Christian Olsen     | – Adam Finch           |
| Adewale Akinnuoye-Agbaje | – Derek Jameson        |
| Paul Braunstein          | – Griggs               |
| Trond Espen Seim         | – Edvard Wolner        |
| Kim Bubbs                | – Juliette             |
| Jørgen Langhelle         | – Lars                 |
| Jan Gunnar Røise         | – Olav                 |
| Stig Henrik Hoff         | – Peder                |
| Kristofer Hivju          | – Jonas                |
| Jo Adrian Haavind        | – Henrik               |
| Carsten Bjørnlund        | – Karl                 |
| Jonathan Lloyd Walker    | – Colin                |
| Ole Martin Aune Nilsen   | – Matias               |
| Michael Brown            | – Hank                 |